# Orthetrum camerunense
Orthetrum camerunense är en trollsländeart som beskrevs av Gambles 1959. Orthetrum camerunense ingår i släktet Orthetrum och familjen segeltrollsländor. IUCN kategoriserar arten globalt som livskraftig. Inga underarter finns listade i Catalogue of Life.